# Buddleja bhutanica
Buddlēja bhutānica  (лат.) — кустарник; вид рода Буддлея семейства Норичниковые. 
Вид был впервые описан и назван Т. Ямазаки в 1971 году.

## Распространение и среда обитания
Эндемик Бутана. Растёт на склонах гор на высотах около 1310—2500 м над уровнем моря.

## Ботаническое описание
Buddleja bhutanica — листопадный кустарник высотой 1,5—2 метра, очень похожий на Buddleja asiatica, но отличный видом листьев. Белые, сильно пахнущие цветы собраны в соцветия-метёлки.

## Выращивание в культуре
В Великобритании были осуществлены две попытки вырастить Buddleja bhutanica: в Аптекарском саду Челси и Тинмутской оранжерее, но обе не удались.